# A2261-BCG
A2261-BCG – nietypowa galaktyka eliptyczna znajdująca się w gromadzie galaktyk znanej jako Abell 2261, położonej w gwiazdozbiorze Herkulesa i oddalonej o około 3 miliardy lat świetlnych od Ziemi. Jest to największa i najjaśniejsza galaktyka w tej gromadzie.
Średnica galaktyki wynosi ponad milion lat świetlnych, jest ona około dziesięć razy większa od naszej Galaktyki. Należy ona do nietypowej klasy galaktyk, które nie mają silnie zdefiniowanego jądra, centralna część A2261-BCG wypełniona jest równomiernie rozproszonymi gwiazdami. Nietypowe jądro galaktyki ma średnicę około dziesięciu tysięcy lat świetlnych i w momencie jego odkrycia (2012) było to najbardziej „napuchnięte” znane jądro galaktyki.
Rozpatrywane są dwa scenariusze, które mogły doprowadzić do powstania takiej nietypowej galaktyki, obydwa związane są z zachowaniem układu podwójnego czarnych dziur.
Według pierwszego, bardziej prawdopodobnego scenariusza, we wnętrzu galaktyki znajdowały się dwie supermasywne czarne dziury (jedna z nich mogła pochodzić z wcześniejszego zderzenia z inną galaktyką) tworzące układ podwójny, który generował silne fale grawitacyjne. Zbliżające się do czarnych dziur gwiazdy otrzymywały „kopniak grawitacyjny” i były odrzucane dalej od jądra galaktyki, a czarne dziury, które z każdym „kopniakiem” traciły część pędu ostatecznie połączyły się w jedną czarną dziurę, która nadal istnieje w centrum tej galaktyki.
Według mniej prawdopodobnego drugiego scenariusza, supermasywne czarne dziury znacząco różniły się masą i w procesie ich łączenia się część fal grawitacyjnych była generowana bardzo asymetrycznie, co doprowadziło do wyrzucenia połączonej czarnej dziury całkowicie poza galaktykę i powstania niezwykle rzadkiej galaktyki bez centralnej supermasywnej czarnej dziury.